# Seleção Uruguaia de Rugby Sevens Masculino
A Seleção Uruguaia de rugby sevens representa o Uruguai nos torneios de rugby sevens. É uma das seleções mais renomadas das Américas, seu continente, que compete na Série Mundial de Rugby Sevens, na Copa do Mundo de Rugby Sevens e nos Jogos Olímpicos.
Os Teros, como são conhecidos a equipe, venceu o Sudamérica Rugby Sevens em 2012 e foi vice-campeão seis vezes. A equipe ficou em quarto lugar nos Jogos Pan-Americanos de 2011 e 2015. O Uruguai jogou seis rodadas da primeira Série Mundial de 1999–2000, marcando pontos na série no Punta del Este Sevens de 2000 e no Fiji Sevens de 2000.
Eles participaram do Hong Kong Sevens World Series Qualifier 2014, chegando às quartas de final depois de terminar em segundo lugar em seu grupo, mas perderam para a Rússia por 21-14. No Hong Kong Sevens World Series Qualifier de 2015, eles conquistaram vitórias sobre Brasil e México e derrotas para Hong Kong e Papua-Nova Guiné. A equipe não se classificou para o Hong Kong Sevens de 2016. A equipe participou da Qualificatória da World Series de 2018 no Hong Kong Sevens de 2018.
O Uruguai se classificou para a Copa do Mundo de Rugby Sevens de 2018 após vencer as eliminatórias regionais do Sudamérica Rugby Sevens de 2018. Eles terminaram em 20º lugar depois de perder para Uganda. Os Teros se tornaram uma equipe principal da Série Mundial de 2022–23, tendo se classificado após vencer a World Rugby Sevens Challenger Series de 2022, no Chile. [3] A equipe terminou em 12º em pontos e foi rebaixada da World Series depois de terminar em terceiro no play-off do London Sevens de 2023.

## Desempenho

### Jogos Olímpicos
| Ano   | Resultado          | Pos                | J                  | V                  | E                  | D                  |                    |
| ----- | ------------------ | ------------------ | ------------------ | ------------------ | ------------------ | ------------------ | ------------------ |
| 2016  | Não se classificou | Não se classificou | Não se classificou | Não se classificou | Não se classificou | Não se classificou | Não se classificou |
| 2020  | Não se classificou | Não se classificou | Não se classificou | Não se classificou | Não se classificou | Não se classificou | Não se classificou |
| 2024  | Fase de grupos     | 11                 | 5                  | 1                  | 0                  | 4                  |                    |
| Total | 0 títulos          | 0/3                | 5                  | 1                  | 0                  | 4                  |                    |

### Copa do Mundo
| 1993  | Não se classificou | Não se classificou | Não se classificou | Não se classificou | Não se classificou | Não se classificou | Não se classificou |
| 1997  | Não se classificou | Não se classificou | Não se classificou | Não se classificou | Não se classificou | Não se classificou | Não se classificou |
| 2001  | Não se classificou | Não se classificou | Não se classificou | Não se classificou | Não se classificou | Não se classificou | Não se classificou |
| 2005  | Quartas de final   | 21                 | 6                  | 0                  | 0                  | 6                  |                    |
| 2009  | Semifinais         | 19                 | 5                  | 1                  | 0                  | 4                  |                    |
| 2013  | Semifinais         | 19                 | 5                  | 1                  | 0                  | 4                  |                    |
| 2018  | Rodada final       | 20                 | 4                  | 1                  | 0                  | 3                  |                    |
| 2022  | Rodada final       | 10                 | 4                  | 2                  | 0                  | 2                  |                    |
| Total | 0 títulos          | 0/5                | 24                 | 5                  | 0                  | 19                 |                    |